# Франческо Грациани
Франческо Грациани (на италиански: Francesco Graziani) e италиански футболист, нападател. Роден е на 26 декември 1952 г. в град Субиако. Играе във „ФК Арецо“ от 1970 до 1973 г., „Торино“ от 1973 до 1981 г., „Фиорентина“ през 1981 – 1982 г., „Рома“ от 1982 до 1984 г. Шампион през 1976 и 1983 г. и финалист за КЕШ през 1984 г. Има 317 мача и 118 гола в калчото. През 1976 г. е Футболист № 1 на Италия, а през 1977 г. голмайстор с 21 гола. Има 64 мача и 23 гола в националния отбор, където дебютира на 19 април 1975 г. срещу Полша 0:0 в Рим, последен мач на 29 май 1983 г. срещу Швеция 0:2 в Гьотеборг. Участник на СП-78 (четвърто място) и СП-82 (първо място), както и на ЕП-80 (четвърто място). Бърз и напорист, отличен реализатор.